# Escuela Municipal de Fútbol de Meruelo
La Escuela Municipal de Fútbol de Meruelo, o simplemente el Meruelo, es un club de fútbol de la localidad cántabra de Meruelo creado en 1999. La temporada 2011-12 militó en Regional Preferente, finalizando en la 5.ª posición; el ascenso administrativo del Racing B a Segunda B significó el ascenso a Tercera del Meruelo por primera vez en su historia. Actualmente compite en la Segunda Regional de Cantabria.

## Historia
El Meruelo se fundó en 1999, debutando en Primera Regional la temporada 1999-2000. Su primer presidente fue Ildefonso Acebo Corrales, siendo José Manuel Trueba Viadero (Califa) su primer entrenador.
Tras cuatro campañas en Primera Regional, al finalizar la temporada 2003-04 el Meruelo logró el ascenso a Regional Preferente, categoría en la que debutó en 2004-05. La primera temporada en Preferente finalizó a mitad de tabla, pero en 2005-06 no pudo mantener la categoría. Después de un único año en Primera Regional (2006-07) el equipo regresó a Preferente, donde se mantuvo seis temporadas (de 2007-08 a 2011-12), finalizando siempre en la zona media de la tabla.
Al término de la temporada 2011-12, el 5.º puesto logrado en Regional Preferente fue suficiente para dar el salto a Tercera División gracias al ascenso deportivo del Noja y al administrativo del Racing B, que compró una de las plazas vacantes en Segunda B por los impagos de cinco clubes. La temporada 2012-13 finaliza 19.º en su debut en Tercera, descendiendo de nuevo a Regional Preferente. En la temporada 2016-17 logra volver a la Tercera División, pero desciende de nuevo a Preferente al finalizar la campaña como decimonoveno.

## Uniforme
El Meruelo utiliza camiseta blanquinegra a rayas verticales, con pantalón negro y medias negras con vueltas blancas como primera equipación.
La segunda equipación consta de camiseta amarilla, pantalón negro y medias negras con vueltas blancas.

## Estadio
El Meruelo juega sus encuentros en el campo de fútbol de Meruelo, o campo de fútbol Municipal de San Miguel, situado en barrio Bocillo s/n (Meruelo). El campo de fútbol fue inaugurado el año 2000, es de hierba artificial y cuenta con una capacidad para 850 espectadores.

## Palmarés
- Subcampeón de Primera Regional (2): 2003-04 (grupo B) y 2006-07